# Mirabeau (Vaucluse)
Pour les articles homonymes, voir Mirabeau.
Ne doit pas être confondu avec Mirabeau (Alpes-de-Haute-Provence).
Mirabeau est une commune française située dans le département de Vaucluse, en région Provence-Alpes-Côte d'Azur.
Ses habitants sont appelés les Mirabelains et Mirabelaines.

## Géographie

### Localisation
La commune se situe à la sortie de la clue ouverte par la Durance (un affluent du Rhône) dans le plateau calcaire. Ce dernier est appelé plateau du Saint-Sépulcre depuis le Moyen Âge. La clue de Mirabeau est un endroit privilégié de franchissement de la Durance, dont le cours large et impétueux est difficilement franchissable sur tout son cours. Elle fait 300 m de profondeur.
Le village est situé entre Pertuis et Manosque au carrefour de quatre départements : le Vaucluse, les Bouches-du-Rhône, les Alpes-de-Haute-Provence et le Var, sur la route départementale 973.
Mirabeau est aujourd'hui un village pittoresque du massif du Luberon et est un des soixante-dix-sept membres du parc naturel régional du Luberon.

### Communes limitrophes
Les communes limitrophes sont Jouques, Beaumont-de-Pertuis, Grambois, Pertuis et La Tour-d'Aigues.
| Grambois      | Beaumont-de-Pertuis    | Beaumont-de-Pertuis    |
| La Bastidonne | Mirabeau               | Beaumont-de-Pertuis    |
| La Bastidonne | Saint-Paul-lès-Durance | Saint-Paul-lès-Durance |

### Voies de communication et transports

#### Voies routières
La ville de Mirabeau est traversée par l'axe routier de Pertuis (D 973). Un autre axe important traversant le village est la D 996. Le village est également relié aux communes de Beaumont-de-Pertuis via la D 198 et de La Tour-d'Aigues via la D 135.
Distance des grandes villes françaises
L'orientation et la localisation de Mirabeau par rapport à quelques grandes villes françaises sont données dans le tableau suivant. Distance à vol d'oiseau :
| Ville                | Marseille | Nice         | Montpellier  | Lyon       | Toulouse   | Bordeaux   | Strasbourg   | Paris      | Nantes       | Brest        | Lille      |
| Distance Orientation | 51 km (S) | 134 km (S-E) | 144 km (S-O) | 238 km (N) | 340 km (O) | 514 km (O) | 567 km (N-E) | 629 km (N) | 687 km (N-O) | 749 km (N-0) | 796 km (N) |

#### Services autocars

##### Lignes départementales
Le village est desservi par une ligne départementale :
| Ligne | Tracé                                    |
| ----- | ---------------------------------------- |
| 17.3  | Beaumont-de-Pertuis ↔ Mirabeau ↔ Pertuis |

### Sismicité
Les cantons de Bonnieux, Apt, Cadenet, Cavaillon, et Pertuis sont classés en zone Ib (risque faible). Tous les autres cantons du département de Vaucluse sont classés en zone Ia (risque très faible). Ce zonage correspond à une sismicité ne se traduisant qu'exceptionnellement par la destruction de bâtiments.

### Climat
Pour des articles plus généraux, voir Climat de Provence-Alpes-Côte d'Azur et Climat de Vaucluse.
En 2010, le climat de la commune est de type climat méditerranéen franc, selon une étude du Centre national de la recherche scientifique s'appuyant sur une série de données couvrant la période 1971-2000. En 2020, Météo-France publie une typologie des climats de la France métropolitaine dans laquelle la commune est exposée à un climat méditerranéen et est dans la région climatique  Provence, Languedoc-Roussillon, caractérisée par une pluviométrie faible en été, un très bon ensoleillement (2 600 h/an), un été chaud (21,5 °C), un air très sec en été, sec en toutes saisons, des vents forts (fréquence de 40 à 50 % de vents > 5 m/s) et peu de brouillards. 
Pour la période 1971-2000, la température annuelle moyenne est de 13,2 °C, avec une amplitude thermique annuelle de 16,6 °C. Le cumul annuel moyen de précipitations est de 757 mm, avec 5,5 jours de précipitations en janvier et 2,6 jours en juillet. Pour la période 1991-2020, la température moyenne annuelle observée sur la station météorologique de Météo-France la plus proche, « Peyrolles en Provence », sur la commune de Peyrolles-en-Provence à 9 km à vol d'oiseau, est de 14,1 °C et le cumul annuel moyen de précipitations est de 595,4 mm. 
La température maximale relevée sur cette station est de 44,4 °C, atteinte le 28 juin 2019 ; la température minimale est de −14,1 °C, atteinte le 12 février 2012,,. 
Les paramètres climatiques de la commune ont été estimés pour le milieu du siècle (2041-2070) selon différents scénarios d'émission de gaz à effet de serre à partir des nouvelles projections climatiques de référence DRIAS-2020. Ils sont consultables sur un site dédié publié par Météo-France en novembre 2022.

## Urbanisme

### Typologie
Au 1er janvier 2024, Mirabeau est catégorisée bourg rural, selon la nouvelle grille communale de densité à sept niveaux définie par l'Insee en 2022.
Elle est située hors unité urbaine. Par ailleurs la commune fait partie de l'aire d'attraction de Marseille - Aix-en-Provence, dont elle est une commune de la couronne,. Cette aire, qui regroupe 115 communes, est catégorisée dans les aires de 700 000 habitants ou plus (hors Paris),.

### Occupation des sols
L'occupation des sols de la commune, telle qu'elle ressort de la base de données européenne d’occupation biophysique des sols Corine Land Cover (CLC), est marquée par l'importance des forêts et milieux semi-naturels (65,3 % en 2018), une proportion sensiblement équivalente à celle de 1990 (65,9 %). La répartition détaillée en 2018 est la suivante :
forêts (37,7 %), espaces ouverts, sans ou avec peu de végétation (19,5 %), zones agricoles hétérogènes (15,7 %), terres arables (14 %), milieux à végétation arbustive et/ou herbacée (8,1 %), cultures permanentes (3,3 %), zones urbanisées (1,7 %). L'évolution de l’occupation des sols de la commune et de ses infrastructures peut être observée sur les différentes représentations cartographiques du territoire : la carte de Cassini (XVIIIe siècle), la carte d'état-major (1820-1866) et les cartes ou photos aériennes de l'IGN pour la période actuelle (1950 à aujourd'hui).

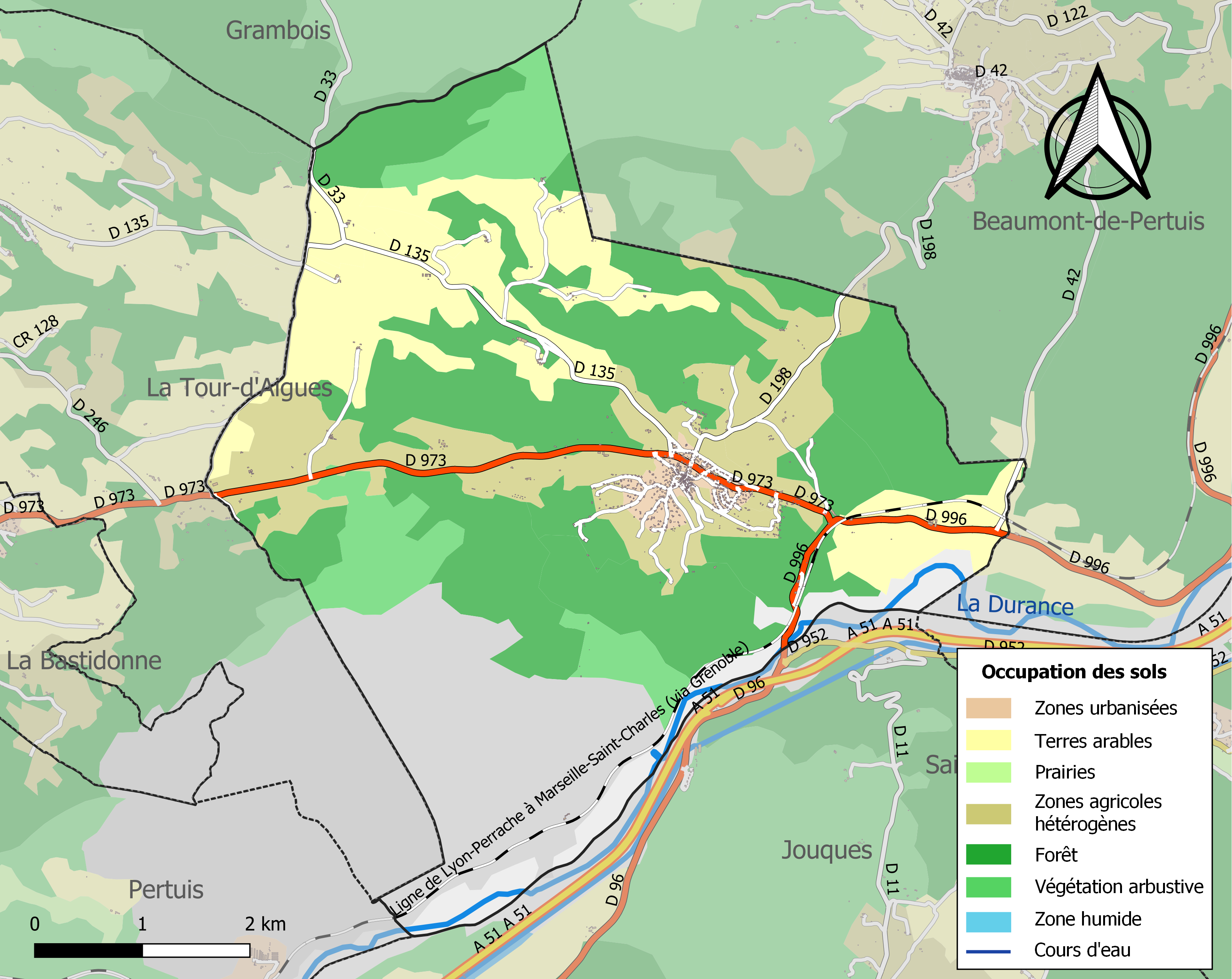
Carte des infrastructures et de l'occupation des sols de la commune en 2018 (CLC).

### Logement
Mirabeau comptait 525 logements en 2007 (448 en 1999). Les constructions anciennes, mais également neuves, sont bien plus présentes que la moyenne française : en 2007, 22,4 % des résidences principales dataient de 1990 et après contre 16,5 % en France et 36,2 % furent construites entre 1975 et 1989.
Les résidences principales représentent 344 logements, soit 76,8 % du parc, réparties à 92,1 % en maisons individuelles (93,1 % en 1999) et à 7,1 % en appartements (respectivement 56,1 % et 42,4 % en France métropolitaine). Les propriétaires de leurs logements constituent 74,0 % des habitants, contre 20,6 % qui ne sont que locataires (respectivement 57,4 % et 39,8 % en France métropolitaine).

## Toponymie
Mirabeau (en provençal Mirabèu) vient de Mirar : voir, regarder et bel : beau. En effet, au XIIe siècle Mirabel ou Mirabellum désigne un lieu élevé d'où l'on voit loin.

## Histoire

### Préhistoire et Antiquité
Sur le plateau du Saint-Sépulcre ont été retrouvées les premières traces d’occupation humaine datée de la période laténienne, aux alentours de -500. Ce site défensif pourrait, d’après les spécialistes, cacher d’autres vestiges archéologiques, n’ayant jamais été fouillé systématiquement.
La période gallo-romaine est mieux représentée avec un four de potier mis au jour au lieudit le Moulin. Il a sans doute approvisionné en amphores gauloises et en dolia la villa située près de la Ferme de l’Étang dont on a retrouvé les mosaïques.

### Moyen Âge
Le premier castrum fut bâti au début du XIIe siècle. Il existait quand Mirabel fut confirmé par une bulle de Gélase II comme possession de l’abbaye Saint-André de Villeneuve-lès-Avignon en 1119. Cinquante ans plus tard, une bulle d'Alexandre III renouvela les droits des bénédictins du Mont Andaon sur Mirabello, avec obligation d’y desservir le prieuré consacré à la Beate Mariae Magdalena de Ponte Cantus Pernicis.
Le fief de Mirabeau relevait du comté de Forcalquier au XIIe siècle. Lorsque ce comté perd son indépendance en 1209, à la mort de Guillaume II, un de ses neveux, Guillaume de Sabran tente de le relever. Après une lutte de dix ans, il passe un accord à Meyrargues le 29 juin 1220 avec Raimond Bérenger IV, comte de Provence et lui aussi héritier du comté de Forcalquier. Par cet accord, la moitié sud du comté, dont Mirabeau, lui est donnée. Guillaume de Sabran conserve sa moitié de comté jusqu'à sa mort, vers 1250.
En 1189, les hospitaliers du pont de Bonpas, pour contrôler le passage en bac sur la Durance dans le défilé de Mirabeau, construisirent une maison proche de la chapelle dédiée à la Magdeleine.
Cette chapelle de Cante Perdrix, un des plus anciens prieurés de Provence dédiés à la Magdeleine, devint dès lors le lieu de culte d'une confrérie de bateliers-pontonniers de la Durance. Sa façade conserve une inscription latino-provençale au sujet d’une éclipse du XIIIe siècle : « L'an du Seigneur 1239, le 3 des nonnes de juin, le soleil s'est obscurci. Réfléchis, prend garde, si tu commences comment tu finiras. Qui bien fera, bien [finira] ».
L'abbaye Saint-André de Villeneuve-lès-Avignon posséda jusqu'à quatre églises simultanément à Mirabeau, outre l’église de Canteperdrix (dite Sancte Marie de Roca Ruffa, à l’époque) :
- l'église paroissiale Saint-Pierre durant tout le XIIe siècle, cédée au chapitre d'Aix ;
- du XIIe siècle au XVe siècle, l'église de Stagno cum villa (proche de l'Étang), également paroissiale ;
- l’église Saint-Michel, XIIe et XVe siècles également.

Toutes ces églises procuraient des revenus à l’abbaye.
Le seigneur civil, Cornut Vilane, accorda, en 1257, à ses villageois des franchises d'imposition et fit construire un pont sur la Durance en 1260. Ses fils Pierre et Bertrand se défirent de ce fief, en 1287, ils en vendirent une partie à Charles II de Provence, l’autre à Guillaume III de Sabran, comte de Forcalquier. La chapelle de S. Michealis de Beccojeune date de cette époque.
Aux XIVe et XVe siècles, la seigneurie est inféodée aux Barras, dont le descendant le plus connu sera Paul Barras, membre du Directoire. Un bac permettant de traverser la Durance est attesté en 1364. Cette famille fit reconstruire cette même année le vieux pont qui avait été endommagé par une crue à la fin du XIIIe siècle. Une colline porte encore le nom de Colle Barras. La seigneurie passa en 1551, au Glandevès par une transaction définissant les droits respectifs entre Pierre de Glandevès et la communauté des habitants[réf. non conforme].

### Temps modernes
Une tradition lorraine veut que le roi René, comte de Provence et duc de Lorraine, implantât dans son duché la mirabelle. L'étymologie de mirabelle pourrait se rapporter au toponyme Mirabeau, courant dans le Midi de la France (Drôme, Ardèche, Tarn-et-Garonne), où le fruit a d'abord été cultivé (cf. mirabellier). La mention « prune de mirabel » est attestée en 1649 selon les Informations lexicographiques et étymologiques de « Mirabelle »  dans le Trésor de la langue française informatisé, sur le site du Centre national de ressources textuelles et lexicales. La mirabelle serait originaire de Mirabeau. Cependant, le nom de ce fruit pourrait provenir du grec myribolanos, ce qui se traduit par « gland parfumé ».
En 1570, la famille Glandevès vend la seigneurie de Mirabeau à Jean Riqueti, d'une famille originaire de Seyne, et mari de Marguerite de Glandevès, fille d'Antoine de Glandevès, seigneur de Cuges et de Jeanne Doria. Ce riche négociant, armateur et manufacturier, premier consul de Marseille en 1562, voulait par cette acquisition obtenir la noblesse. Il se fit même dresser un faux arbre généalogique arguant d'une origine noble napolitaine. Le fief fut érigé en marquisat en 1685, en faveur d’Honoré de Riqueti, syndic de la noblesse provençale, grand-père du tribun révolutionnaire. Jean Riqueti, s’engagea dans une active politique de reprise de terres et de privilèges, et acheta également dans les années suivantes, des seigneuries à Beaumont-de-Pertuis.
Ses petits-fils furent Victor « l'Ami des Hommes » et Jean-Antoine « le Bailli de Mirabeau », son arrière-petit-fils étant Honoré Gabriel Riqueti de Mirabeau, « l’Hercule de la Révolution ». Les trois hommes ont marqué par leur présence, plus ou moins constante, la vie du village et de la commune. Ce fut une descendante de cette famille la comtesse de Martel qui racheta le château alors en ruine.

### Révolution française
Le 12 août 1793 fut créé le département de Vaucluse, constitué des districts d'Avignon et de Carpentras, mais aussi de ceux d'Apt et d'Orange, qui appartenaient aux Bouches-du-Rhône, ainsi que du canton de Sault, qui appartenait aux Basses-Alpes.

### Époque contemporaine
Au début du XIXe siècle, le village atteignit son apogée, car les voyageurs se pressaient des deux côtés du bac et les auberges étaient pleines, l'agriculture avait conquis les alluvions de la Durance et le bourg dépassait les sept-cents âmes, mais le progrès ruina tout en 1835 avec la construction du pont qui marqua l'arrêt du bac et des haltes voyageurs. La démographie fut en déclin avec moins de cinq-cents habitants à la fin du XIXe siècle.
En août 1944, les FFI reçurent l'ordre de bloquer le pont de Mirabeau afin d'interdire aux armées allemandes toute retraite par la vallée de la Durance. Une mauvaise coordination des forces alliées fit que l'US Air Force intervint et bombarda vainement le pont au cours des journées des 15, 16 et 17 août. La Résistance se chargea donc elle-même de faire sauter une partie du tablier dans la nuit du 17 août.
Au cours des opérations suivant le débarquement de Provence, les forces alliées franchirent très rapidement les premières défenses allemandes, et se lancèrent dans des offensives rapides de débordement, afin de couper les voies de retraite à la Wehrmacht. Une colonne, partie le 17 août de Vidauban, arrive le 20 août au sud de Mirabeau : le 120e bataillon du génie US lance un pont de bateaux dans les bras de la Durance, et les troupes américaines libèrent Pertuis et Mirabeau le 20 août.
Le pont est ensuite rétabli par le génie militaire, puis complètement remis en état au cours des années 1947-1948.
La population continua son exode et le point bas fut atteint au recensement de 1946 avec 246 habitants. Mais la construction du centre d'étude nucléaire de Cadarache qui a été créé le 26 octobre 1959 eut comme à Beaumont-de-Pertuis un effet bénéfique et la population est repartie à la hausse.

## Politique et administration

### Instances administratives et juridiques
Mirabeau est une des quatorze communes du canton de Pertuis qui totalise 32 492 habitants en 2006. Le canton fait partie de l'arrondissement d'Apt depuis 1801 (sauf de 1926 à 1933 où ce fut Cavaillon) et de la cinquième circonscription de Vaucluse depuis 2010 (avant l'ordonnance no 2009-935 du 29 juillet 2009 elle appartenait à la deuxième circonscription de Vaucluse). Mirabeau fait partie du canton de Pertuis depuis 1801 après avoir fait partie du canton de La Tour-d'Aigues de 1793 à 1801.
Mirabeau fait partie de la juridiction d’instance d’Apt, mais du greffe détaché Pertuis, et de grande instance, de prud'homale, de commerce et d'affaires de Sécurité sociale d’Avignon.

### Tendances politiques
Si les résultats des différentes élections à Mirabeau donnent des résultats équivalents aux résultats nationaux ou locaux, la participation est toujours plus élevée (jusqu'à 11 % de plus en mai 2005).
À l’élection européenne de 2004, Michel Rocard (PS) est arrivé en tête avec 36,93 %, suivi par Françoise Grossetête (UMP) avec 12,06 %, Jean-Marie Le Pen (FN) avec 9,80 %, Patrick Louis (MPF) avec 8,29 %, Thierry Cornillet (UDF) avec 7,79 % et Jean-Luc Bennahmias (écologie) avec 6,28 % ; aucun des 16 autres candidats ne dépassant le seuil des 4 %.
Au référendum sur la constitution européenne (scrutin du 29 mai 2005), sur 752 inscrits, 598 ont voté, ce qui représente une forte participation de 79,52 % du total, soit une abstention de 20,48 %. Il y a eu une forte victoire du non avec 244 voix (58,85 %), 349 voix (41,15 %) s'étant prononcées pour et 5 (0,84 %) étant des votes blancs ou nuls.
À l’élection présidentielle de 2007, le premier tour a vu arriver en tête Nicolas Sarkozy (UMP) avec 30,90 %, suivi par Ségolène Royal (PS) avec 25,24 %, François Bayrou (UDF) avec 17,38 %, Jean-Marie Le Pen (FN) avec 12,00 % et Olivier Besancenot avec 3,31 %, aucun autre candidat ne dépassant le seuil des 3 %. Le second tour a vu arriver en tête Nicolas Sarkozy avec 53,75 % (résultat national : 53,06 %) contre 46,25 % pour Ségolène Royal (résultat national : 46,94 %).
Aux élections législatives de 2007, le premier tour a vu Jean-Claude Bouchet (UMP) arriver de peu en tête avec 34,28 % devant Jean-Louis Joseph (PS) avec 30,39 %, viennent ensuite Maurice Giro (divers droite) avec 8,48 % et Nicole Bouisse (UDF) avec 6,89 %, aucun autre candidat ne dépassant le seuil des 5 %. Le second tour a vu arriver en tête Jean-Claude Bouchet avec 50,66 % (résultat circonscription : 55,28 %) contre 49,34 % pour Jean-Louis Joseph (résultat circonscription : 44,72 %). Abstention moins forte à Mirabeau avec respectivement 31,34 % et 33,85 % aux deux tours que dans la circonscription (37,93 % et 38,68 %).
À l’élection européenne de 2009, Françoise Grossetête (UMP) est arrivée en tête avec 25,36 %, suivie par Michele Rivasi (Europe Écologie) avec 16,91 %, Vincent Peillon (PS) avec 16,91 %, Jean-Marie Le Pen (FN) avec 7,97 %, Marie-Christine Vergiat (Front de gauche) 7,73 %, Patrick Louis (divers droite) 6,28 %, Jean-Luc Bennahmias (Modem) avec 6,04 % et Raoul-Marc Jennar (NPA) avec 6,04 % ; aucun autre candidat ne dépassant le seuil des 3,5 %. Le taux de participation a été de 48,43 %.

### Administration municipale
De par sa taille, la commune dispose d'un conseil municipal de 15 membres (article L2121-2 du Code général des collectivités territoriales). Lors du scrutin de 2008 le maire sortant Henri Sumian a obtenu le second total de la liste unique avec 402 voix sur 739 suffrages exprimés (54,39 %).

### Liste des Maires
| Période                                  | Période           | Identité                         | Étiquette | Qualité |
| ---------------------------------------- | ----------------- | -------------------------------- | --------- | ------- |
| août 1848                                | février 1850      | Antoine Pardigon                 |           |         |
| février 1850                             | ?                 | Louis Auquier                    |           |         |
| ?                                        | décembre 1853     | Alfred Morel                     |           |         |
| décembre 1853                            | août 1860         | Frédéric Rouvet                  |           |         |
| août 1860                                | septembre 1865    | Philippe Lucas de Montigny       |           |         |
| septembre 1865                           | 1870              | Antoine Pardigon                 |           |         |
| 1870                                     | mai 1871          | Joseph Rossignol                 |           |         |
| Mai 1871                                 | mai 1875          | Joseph Mey                       |           |         |
| mai 1875                                 | janvier 1878      | Gabriel Lucas de Montigny (fils) |           |         |
| janvier 1878                             | mai 1884          | Fortuné Mathieu                  |           |         |
| mai 1884                                 | septembre 1890    | Ambroise Pardigon                |           |         |
| novembre 1890                            | 1899              | Hilarion Bourgue                 |           |         |
| 1899                                     | 1908              | Théodore Auquier                 |           |         |
| février 1908                             | février 1921      | Édouard Boutière                 |           |         |
| février 1921                             | avril 1925        | Étienne Reynier                  |           |         |
| avril 1925                               | mai 1929          | Jules Estelllon                  |           |         |
| mai 1929                                 | mars 1959         | Henri Montagne                   |           |         |
| mars 1959                                | mars 1965         | Marien Montagne                  |           |         |
| mars 1965                                | mars 2001         | René Moynier                     | DVD       |         |
| mars 2001                                | 11 septembre 2016 | Henri Sumian                     | PS        |         |
| septembre 2016                           | En cours          | Robert Tchobdrenovitch           | DVD       |         |
| Les données manquantes sont à compléter. |                   |                                  |           |         |

### Politique environnementale
Collecte et traitement des déchets des ménages et déchets assimilés et protection et mise en valeur de l'environnement dans le cadre de la communauté de communes Luberon-Durance.
La commune fait partie du syndicat intercommunal à vocations multiples (SIVOM) Durance-Luberon qui est un établissement public de coopération intercommunale (EPCI) qui regroupe 21 communes des 23 communes (Lourmarin et Vaugines n'en font pas partie) des deux cantons de Pertuis et de Cadenet a pour compétence la distribution de l'eau et l'assainissement. Il a été créé en 1989 par transformation du syndicat intercommunal créé en 1946, mais qui n'avait comme compétence que la distribution de l'eau. Il comprend 42 membres (deux par commune). Son président est Maurice Lovisolo (vice-président du conseil général de Vaucluse). Le prix de l'assainissement est variable dans chaque commune (à cause de la surtaxe communale) alors que celui de l'eau est identique.

### Fiscalité
| Taxe                                                | part communale | Part intercommunale | Part départementale | Part régionale |
| --------------------------------------------------- | -------------- | ------------------- | ------------------- | -------------- |
| Taxe d'habitation (TH)                              | 5,89 %         | 0,19 %              | 7,55 %              | 0,00 %         |
| Taxe foncière sur les propriétés bâties (TFPB)      | 10,20 %        | 0,25 %              | 10,20 %             | 2,36 %         |
| Taxe foncière sur les propriétés non bâties (TFPNB) | 16,10 %        | 0,65 %              | 28,96 %             | 8,85 %         |
| Taxe professionnelle (TP)                           | 00,00 %        | 20,36 %             | 13,00 %             | 3,84 %         |

La part régionale de la taxe d'habitation n'est pas applicable.
La taxe professionnelle est remplacée en 2010 par la cotisation foncière des entreprises (CFE) portant sur la valeur locative des biens immobiliers et par la contribution sur la valeur ajoutée des entreprises (CVAE) (les deux formant la contribution économique territoriale (CET) qui est un impôt local instauré par la loi de finances pour 2010).

## Population et société

### Démographie

#### Évolution démographique
Le petit bourg castral est créé entre 1096 et 1118, et contrôle un passage secondaire de la Durance. 37 feux de queste sont énumérés en 1315 puis la population diminue de 50 % entre 1358 et 1470. Le nouveau tracé de la voie entre Manosque et Aix-en-Provence induit une croissance rapide à partir du XVIe siècle. Le village compte seize maisons en 1599. On note une chute démographique au cours du XVIIe siècle, due à un appauvrissement des habitants ; il y a 85 maisons en 1698. À partir de 1730, la reprise s'amorce avec 618 habitants en 1765, 700 en 1787. La proximité du centre d'étude nucléaire de Cadarache et l'implantation du futur site ITER vont entraîner un renouvellement important de population.
Le recensement de 1826, qui ne serait qu'une réactualisation de celui de 1821, n'a pas été retenu.

Le recensement de 1871 a été, pour cause de guerre, repoussé à l'année 1872.

Le recensement de 1941, réalisé selon des instructions différentes, ne peut être qualifié de recensement général, et n'a donné lieu à aucune publication officielle.

Les résultats provisoires du recensement par sondage annuel réalisé en 2004, 2005 et 2006 selon les communes sont tous, par convention, affichés à 2006.
L'évolution du nombre d'habitants est connue à travers les recensements de la population effectués dans la commune depuis 1793. Pour les communes de moins de 10 000 habitants, une enquête de recensement portant sur toute la population est réalisée tous les cinq ans, les populations de référence des années intermédiaires étant quant à elles estimées par interpolation ou extrapolation. Pour la commune, le premier recensement exhaustif entrant dans le cadre du nouveau dispositif a été réalisé en 2008.

En 2022, la commune comptait 1 434 habitants, en évolution de +14,45 % par rapport à 2016 (Vaucluse : +1,73 %, France hors Mayotte : +2,11 %).
| 1793 | 1800 | 1806 | 1821 | 1831 | 1836 | 1841 | 1846 | 1851 |
| ---- | ---- | ---- | ---- | ---- | ---- | ---- | ---- | ---- |
| 502  | 555  | 637  | 575  | 736  | 721  | 703  | 710  | 708  |

| 1856 | 1861 | 1866 | 1872 | 1876 | 1881 | 1886 | 1891 | 1896 |
| ---- | ---- | ---- | ---- | ---- | ---- | ---- | ---- | ---- |
| 678  | 684  | 665  | 702  | 558  | 505  | 549  | 484  | 493  |

| 1901 | 1906 | 1911 | 1921 | 1926 | 1931 | 1936 | 1946 | 1954 |
| ---- | ---- | ---- | ---- | ---- | ---- | ---- | ---- | ---- |
| 450  | 420  | 408  | 315  | 302  | 342  | 311  | 276  | 259  |

| 1962 | 1968 | 1975 | 1982 | 1990 | 1999 | 2006  | 2008  | 2013  |
| ---- | ---- | ---- | ---- | ---- | ---- | ----- | ----- | ----- |
| 287  | 277  | 410  | 458  | 770  | 907  | 1 055 | 1 097 | 1 212 |

| 2018  | 2022  | - | - | - | - | - | - | - |
| ----- | ----- | - | - | - | - | - | - | - |
| 1 324 | 1 434 | - | - | - | - | - | - | - |

Évolution démographique 1962-1999
|                                | 1962-1968 | 1968-1975 | 1975-1982 | 1982-1990 | 1990-1999 | évolution 1962-1999 |
| Naissances                     | 16        | 31        | 26        | 56        | 90        | 219                 |
| Décès                          | 24        | 33        | 28        | 25        | 41        | 151                 |
| Solde naturel                  | -8        | -2        | -2        | 31        | 49        | 68                  |
| Solde migratoire               | -2        | 135       | 50        | 281       | 88        | 552                 |
| Variation absolue population   | -10       | 133       | 48        | 312       | 137       | 620                 |
| Taux natalité annuel pour 1000 | 9,50      | 13,50     | 8,60      | 12,00     | 12,00     |                     |
| Taux décès annuel pour 1000    | 14,20     | 14,30     | 9,30      | 5,40      | 5,50      |                     |
| ------------------------------ | --------- | --------- | --------- | --------- | --------- | ------------------- |
| Sources des données : INSEE    |           |           |           |           |           |                     |

### Enseignement
Mirabeau comporte une école primaire ainsi qu'une école maternelle, bien que le nombre d'élèves soit très restreint les résultats restent bons, ensuite les élèves sont affectés au collège Albert-Camus à La Tour-d'Aigues,, puis le lycée Val-de-Durance à Pertuis (enseignement général) ou lycée Alexandre-Dumas à Cavaillon ou encore le lycée Alphonse-Benoit à L'Isle-sur-la-Sorgue (enseignements techniques).

### Sports
L'escalade se pratique le long de la Durance, près du pont de Mirabeau.

## Économie
En 2007, le revenu fiscal médian par ménage était de 20 862 € pour 564 foyers fiscaux, seul 58,5 % de ces foyers sont imposés avec un revenu net de 33 862 € représentant un impôt moyen de 2 093 €,.

### Population active
La population âgée de 15 à 64 ans s'élevait en 2007 à 682 personnes (580 en 1999), parmi lesquelles on comptait 75,0 % d'actifs dont 67,3 % ayant un emploi et 7,6 % de chômeurs (contre 9,0 % en 1999).

### Agriculture
Vignes
La commune produit des vins ayant quatre appellations reconnues par INAO avec l'appellation d'origine protégée Luberon. Les vins qui ne sont pas en appellation d'origine contrôlée peuvent revendiquer, après agrément le label indication géographique protégée (IGP) vin de pays d'Aigues qui peuvent être blancs, rosés, rouges. Les viticulteurs produisent aussi un autre label IGP les vins de Pays de Vaucluse qui peuvent être blancs, rosés,rouges. Mais également un autre label IGP Vin de pays de Méditerranée qui peut être blancs, rosés, rouges.
Le principal producteur est le Château de Clapier (dont les vignes ont appartenu à la famille Riqueti jusqu'en 1880)
Huile d'olive de Provence AOC
L'huile d'olive de Provence est protégée par une appellation d'origine contrôlée (AOC) à la suite d'une enquête diligentée par l'INAO, dont les conclusions ont été déposées auprès de la commission le 26 octobre 2006, réunie à Arles, et la signature du décret parut au Journal officiel le 14 mars 2007
Pour pouvoir postuler à l'AOC, l'huile d'olive de Provence doit être élaborée à base des variétés aglandau, bouteillan, cayon, salonenque ainsi que celles dénommées localement brun, cayet, petit ribier et belgentiéroise. Il faut au moins deux de ces variétés principales présentent au sein de l'oliveraie,.
Dans la commune de Mirabeau quelques oliveraies répondent à ses critères.
Agneau de Sisteron
Les agneaux élevés pendant 60 jours minimum avec la mère en bergerie, et ayant un âge compris entre 70 et 150 jours, et pesant de 13 à 19 kg peuvent prétendre à l'IGP label rouge Agneau de Sisteron.
Miel
Les apiculteurs produisant du miel ayant les caractéristiques suivantes : miel monofloral ou polyfloral, y compris miel de miellat, issu de la flore spontanée de Provence ou d'une culture spécifique à la Provence, à l'exception des cultures de colza, de tournesol ou de luzerne ainsi que toute autre culture non spécifique avec des pollens spécifiques à la Provence, spectre pollinique des miels devant, dans tous les cas, présenter une spécificité provençale peuvent prétendre à l'appellation IGP Miel de Provence.

### Tourisme
Comme l'ensemble des communes du Luberon, le tourisme joue un rôle, directement ou indirectement, dans l'économie locale.
On peut considérer trois principales sortes de tourisme en Luberon. Tout d'abord, le tourisme historique et culturel qui s'appuie sur un patrimoine riche des villages perchés ou sur des festivals. Ensuite, le tourisme détente qui se traduit par un important développement des chambres d'hôtes, de l'hôtellerie et de la location saisonnière, par une concentration importante de piscines et par des animations comme des marchés provençaux. Enfin, le tourisme vert qui profite des nombreux chemins de randonnées et du cadre protégé qu'offrent le Luberon et ses environs.

## Culture locale et patrimoine

### Lieux et monuments

#### Le château

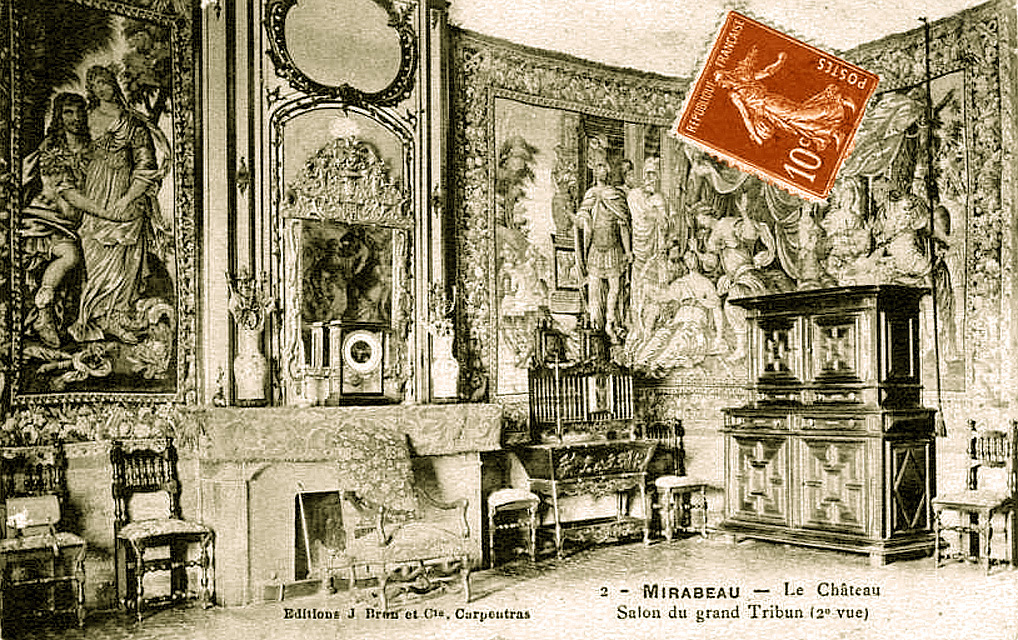
Salon du Grand Tribun.

L'existence d'un château sur l'éperon qui domine le village est attestée depuis le XIIe siècle. Le château actuel fut bâti à la fin du XVIe siècle par Jean Riqueti, acquéreur de la seigneurie en 1570, et embelli durant les deux siècles suivants alliant ainsi l'allure des fortifications et le charme des résidences du XVIIIe siècle.
Il abrita Victor Riqueti, marquis de Mirabeau, écrivain, philosophe et économiste, et son fils, Gabriel Honoré, comte de Mirabeau, tribun, pamphlétaire et comploteur. Le château fut vidé de ses meubles en 1792, par les créanciers du marquis et saisi par l'administration lors de l'émigration d'André Boniface Louis, dit Mirabeau-Tonneau. Il ne fut restitué aux héritiers des Mirabeau, qu'au bout de nombreuses années. L'édifice délabré, resta à l'abandon quelque temps avant d'être acheté, en 1816, pour une somme modique par Jean-Marie-Nicolas Lucas de Montigny, dit Coco, fils naturel et biographe du Tribun. C'est en 1897 que l'arrière-petite-nièce de Mirabeau, Sibylle Gabrielle Riquetti de Mirabeau, comtesse de Martel, connue en littérature sous le nom de Gyp racheta le château, pour 25 000 francs. Elle y fit d'importants travaux qui la ruinèrent. Le 16 août 1907, elle dut le revendre pour la somme de 35 000 francs à madame Maurice Barrès, née Paule Couche. En 1965, le château était la propriété de Philippe Barrès, journaliste et homme politique.

#### La fontaine
La fontaine est composée d'un bassin circulaire, un pilier carré, des tritons cracheurs, une colonne cylindrique et un pinacle à boule. Comme l'eau est calcaire, les mousses formées depuis les tritons se transforment lentement en tuf et descendent comme une coulée de lave.
Le 7 juillet 2018 est installée côté sud une statue en bronze représentant Manon des Sources (Emmanuelle Béart), assise sur le bord de la fontaine et trempant la main droite dans l’eau. Sur l’écriteau on peut lire : « Ici à Mirabeau, furent tournés en 1985 les films "Jean de Florette" et "Manon des Sources" d’après l’œuvre de Marcel Pagnol ».

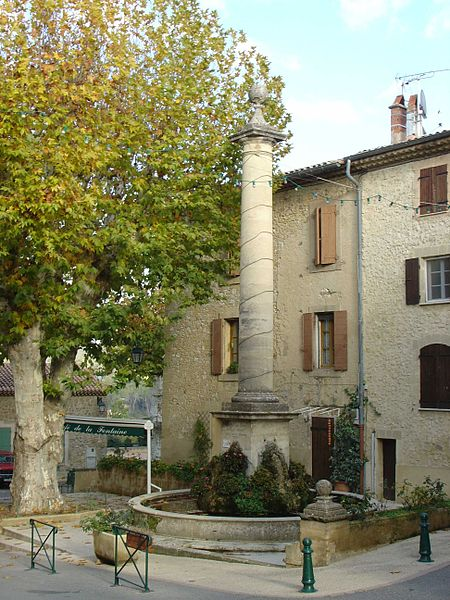
La fontaine aujourd’hui.
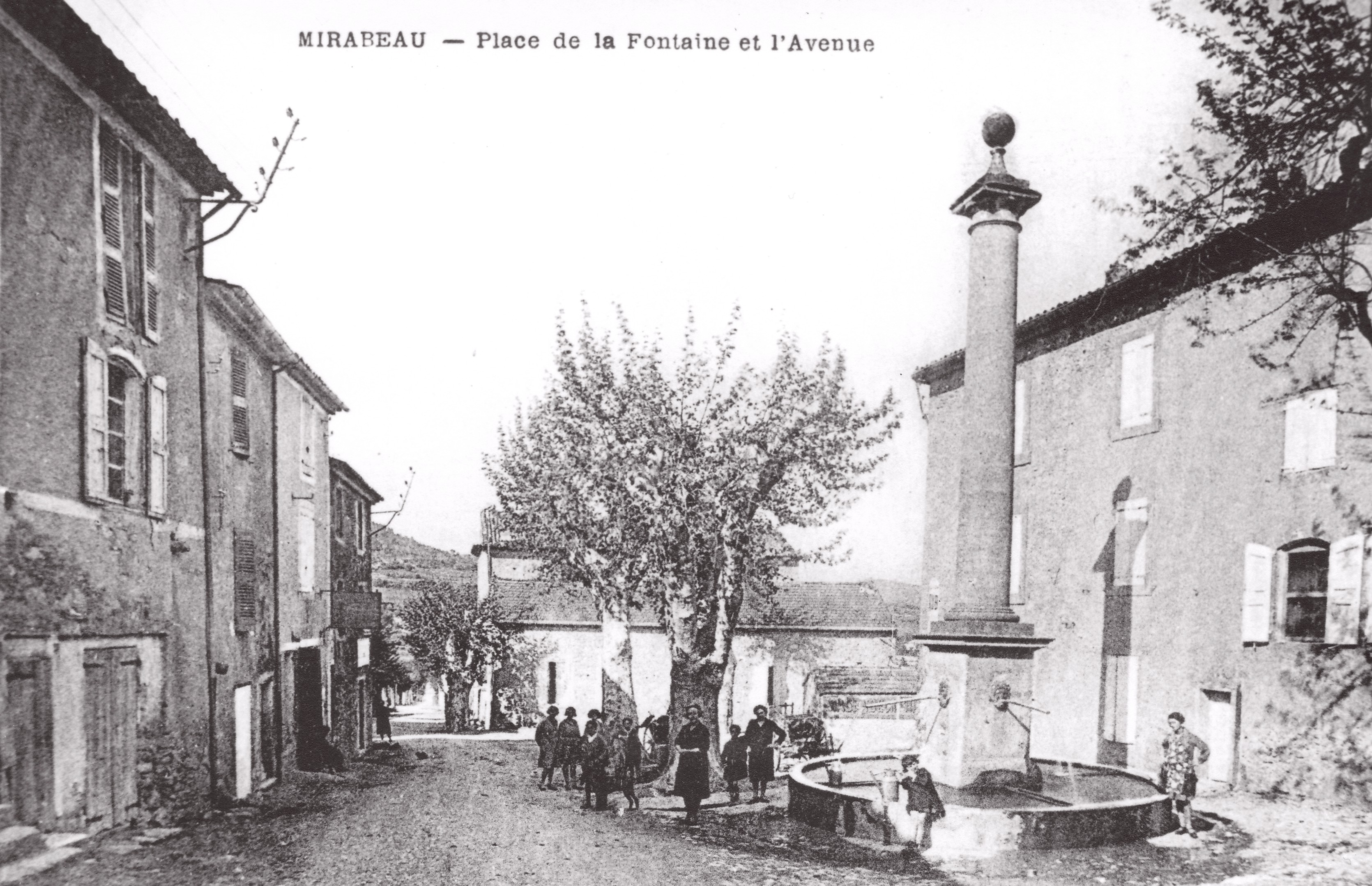
La fontaine au début du XXe siècle.

#### L'église Saint-Pierre
L'église Saint-Pierre présente un mélange de styles. À l'extérieur se trouve une porte romane, un portail du XVIIe siècle, des fenêtres du XIXe siècle, une génoise à quatre rangs, un fin campanile de fer forgé et un clocher très hétérogène avec une base du XIIe siècle, une partie médiane du XVIIe siècle et un sommet du XIXe siècle.
L'église est née avec le village à la fin du XIIe siècle comme annexe rurale de Beaumont. La nef fut agrandie en 1613 comme en témoigne la pierre datée (contrefort sud-ouest). En 1812, un tremblement de terre fissura l'édifice ; mais vu le coût des réparations, seule la nef fut consolidée et la toiture réparée. Le clocher fut également surélevé. De gros travaux de consolidation et de modification de la charpente eurent lieu en 1960.

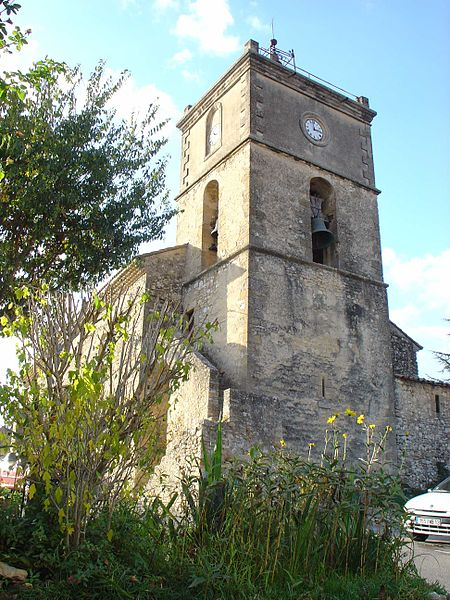
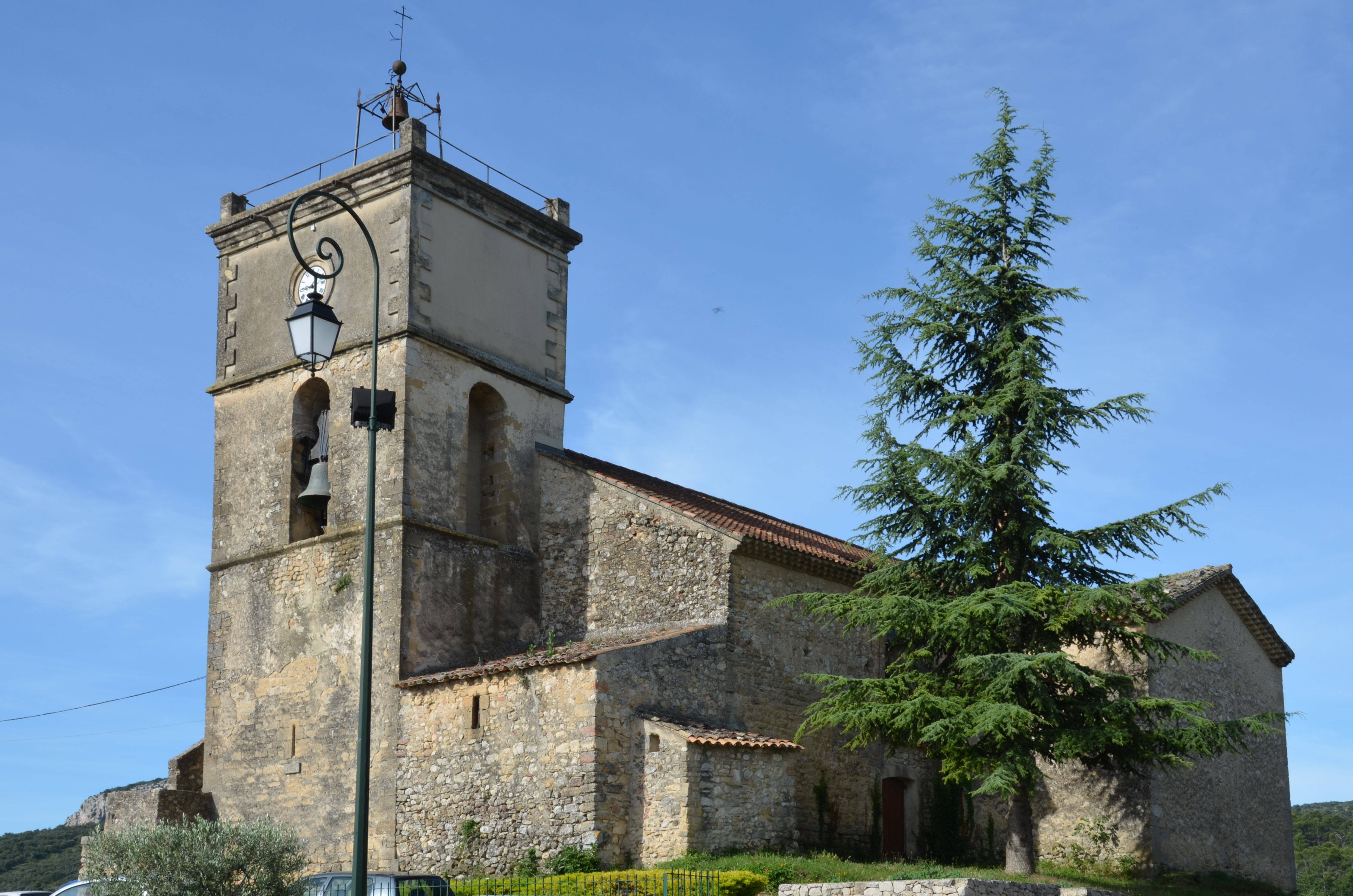
Église paroissiale Saint-Pierre.

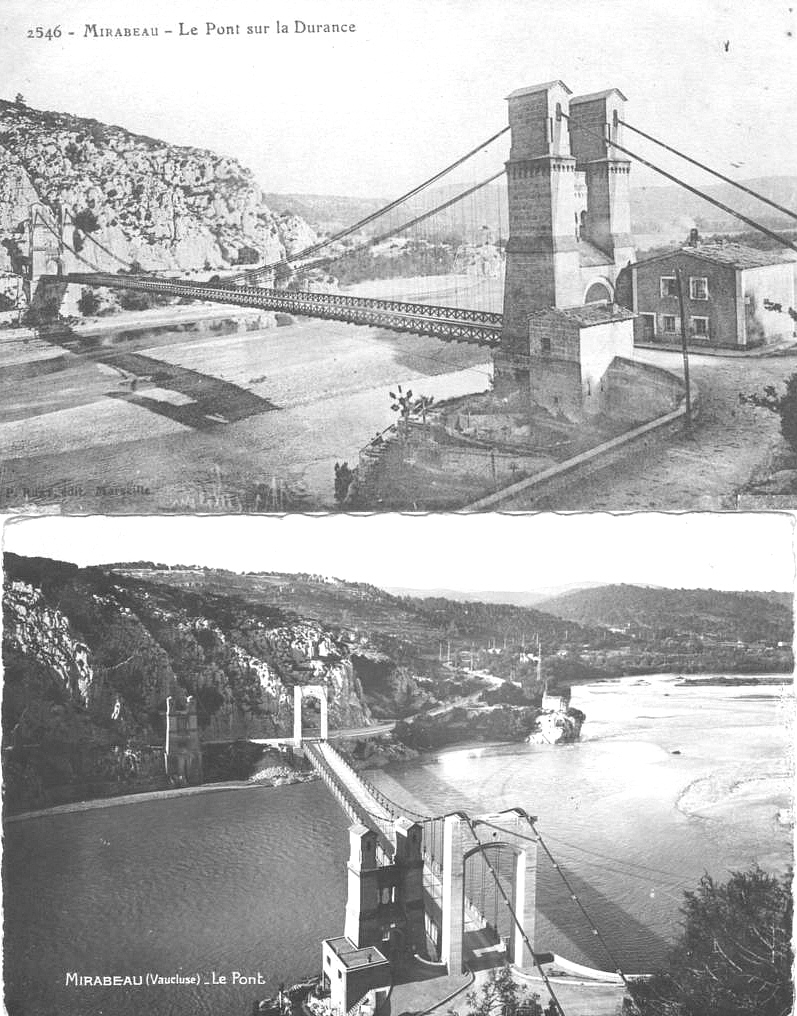
Les deux anciens ponts.

#### Le pont de Mirabeau
Le rétrécissement de la Durance au niveau de Mirabeau, le défilé de Canteperdrix, a été depuis des siècles un lieu privilégié pour la traversée de la Durance sur la route reliant Aix-en-Provence à Manosque.
Le pont édifié au XVe siècle fut en partie détruit quatre fois, et à chaque fois reconstruit, car son péage était lucratif. En 1835, est inauguré un pont suspendu porté par deux immenses portiques néo-romans encore debout aujourd'hui (inscrits monuments historiques). Ce pont détruit pendant la Première Guerre mondiale est remplacé en 1935 par un autre pont suspendu doté de deux pylônes en béton armé. Durant la Libération, les résistants le firent sauter le 17 août 1944. Il fut reconstruit en 1947.
L'actuel pont moderne date de 1988.

#### Les chapelles
Hors du bourg, à l'est et au sud, elles sont trois : la chapelle Saint-Michel, la chapelle de la Garrigue, et la chapelle Sainte-Madeleine, perchée sur un rocher dominant la Durance à l'entrée du défilé de Canteperdrix (classée monument historique).

### Mirabeau et le cinéma
En 1985, le village servit de décor au tournage de Jean de Florette et Manon des Sources par Claude Berri, d'après l'œuvre de Marcel Pagnol. Le 7 juillet 2018, une statue en bronze représentant Manon des Sources a été façonnée, par Jean-Jacques Mancardi. Elle pose près de la fontaine de la commune rendant ainsi hommage à cette œuvre.

### Personnalités liées à la commune

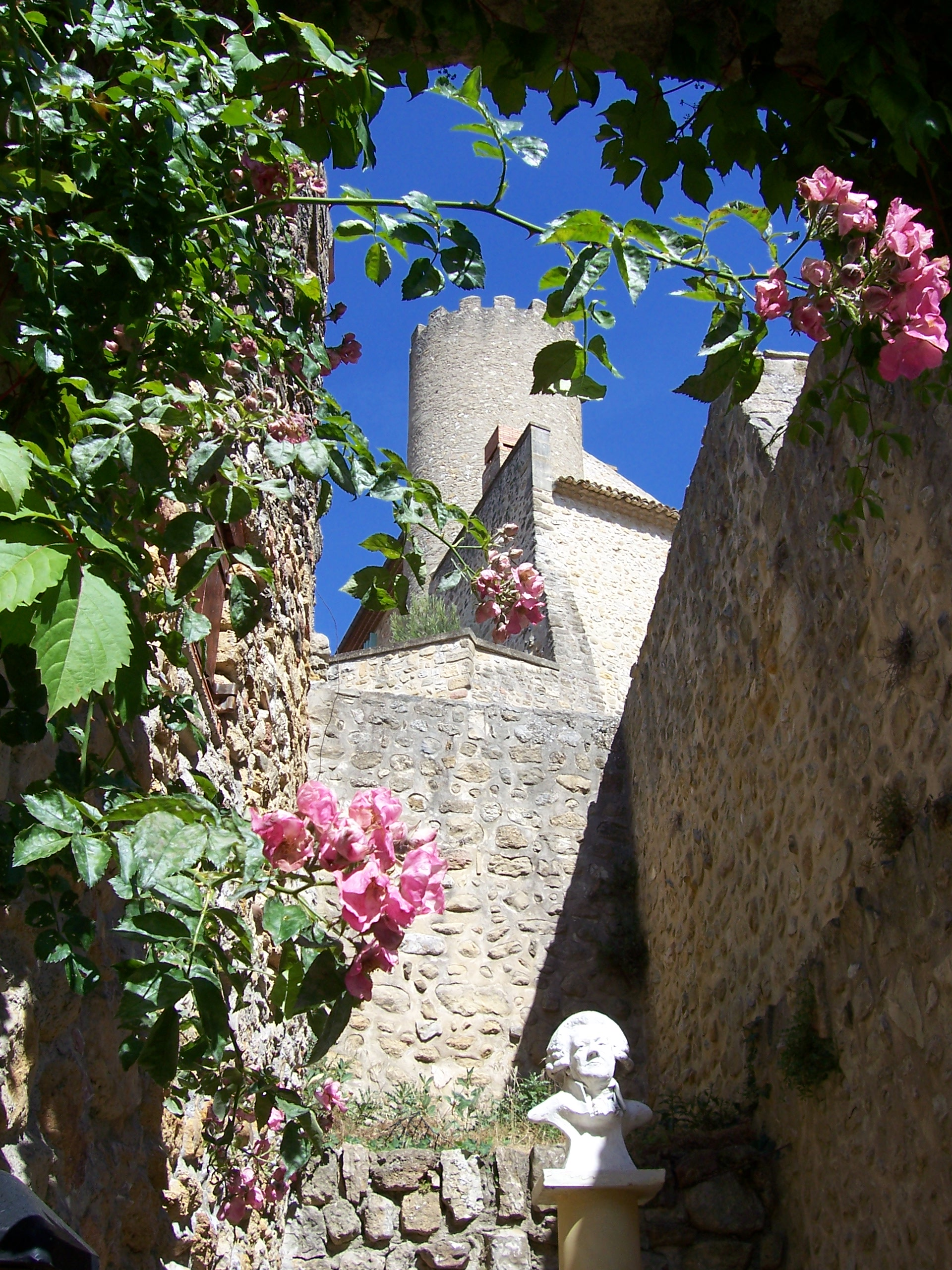
Buste de Mirabeau dans le village (été 2006).

- Honoré Gabriel Riqueti de Mirabeau : homme politique révolutionnaire et royaliste parlementaire, il est né à Bignon-Mirabeau mais son titre de noblesse lui vient de Mirabeau.
- Victor Riqueti de Mirabeau, son père.
- Jean-Antoine Riqueti de Mirabeau, son oncle.
- Sibylle Gabrielle Riquetti de Mirabeau, dernière occupante du château.
- Rémy Montagne : homme politique de droite, avocat d'affaires, fondateur, en 1985, du groupe Média-Participations.

### Héraldique
|  | Les armes de la commune peuvent se blasonner ainsi : De gueules à un soleil d'or accompagné de trois fleurs de lys du même, deux en chef et une en pointe. |